# طیف‌شناسی رامان ضد استوکس همدوس
طیف‌شناسی رامان ضد استوکس همدوس که طیف‌بینی رامان ضد استوکس همدوس یا کارز (به انگلیسی: Coherent anti-Stokes Raman spectroscopy) نیز نامیده می‌شود، نام یکی از تکنیک‌های طیف‌بینی رامان است.

## توصیف
کارز مبتنی بر یک فرایند دو فوتونی غیرخطی است که طیف‌های بسیار شدید رامان می‌دهد ، اما قواعد گزینش و الگوهای شدت آن با طیف‌های عادی رامان تفاوت دارد.

## کاربرد
1. مطالعه گونه‌ها در شعله
2. مطالعه سیستم‌های زیست‌شناختی برای بدست آوردن طیفهای رامان چرخشی و چرخشی-ارتعاشی